# La Famille Boléro
Pour plus de détails, voir Fiche technique et Distribution.
La Famille Boléro est un film muet français réalisé par Georges Monca, sorti en 1914.
Il s'agit d'une adaptation du vaudeville de Maurice Hennequin et Paul Bilhaud, pièce en trois actes créée à Paris au Théâtre des Nouveautés le 13 février 1903.

## Fiche technique
- Titre : La Famille Boléro
- Réalisation : Georges Monca
- Scénario : d'après le vaudeville de Maurice Hennequin et Paul Bilhaud (1903)
- Photographie :
- Montage :
- Société de production : Pathé Frères
- Société de distribution : Pathé Frères
- Pays de production :  France
- Langue : film muet avec les intertitres en français
- Métrage : 700 mètres
- Format : Noir et blanc — 35 mm — 1,33:1 — Muet
- Genre :  Comédie
- Durée : 23 minutes et 20 secondes
- Date de sortie : 
  - France : 17 avril 1914

## Distribution
- Charles Prince : Petit-Pré
- André Simon : Boléro
- Charles Lorrain : Octave Pivert
- Surville : Kerbolbec
- Delphine Renot : Madame Boléro
- Pépa Bonafé : Consuelo
- Catherine Fonteney : Léocadie
- Eugénie Noris
- Maroil : Mme Petit-Pré
- Carlito : le petit Boléro